# Anthem (computerspil)
 For alternative betydninger, se Anthem. (Se også artikler, som begynder med Anthem)
Anthem er et computerspil udviklet af BioWare og publiceret af Electronic Arts. Spillet blev udgivet i hele verden på Microsoft Windows, PlayStation 4 og Xbox One den 22. februar 2019. I Anthem spiller man som en "freelancer", der er en gruppe mennesker der bruger kraftfulde exodragter, "Javelins", til at kæmpe for deres folks overlevelse.